# Rejon biełogorski
Rejon biełogorski (ros. Белогорский район) – rejon w południowo-wschodniej Rosji, w południowej części obwodu amurskiego. Stanowi jeden z 20 rejonów w obwodzie. Siedzibą administracyjną jest miasto Biełogorsk.

## Demografia
W 2010 roku rejon zamieszkany był przez 20 052 mieszkańców.
Struktura płci w 2010 roku:
| Płeć      | Liczba ludności | %    |
| Mężczyźni | 10 301          | 51,4 |
| Kobiety   | 9 571           | 48,6 |
| Razem     | 20 052          | 100  |

## Podział administracyjny
- Amurskoje
- Bełocerkiwka
- Czernietczeno
- Dubrowka
- Kamyszewka
- Kiselejoziorka
- Klijuczi
- Komissarowka
- Krugloje
- Kustanajewka
- Łochwickij
- Łozowoje
- Ługowoje
- Łukjanowka
- Meżdugranka
- Mirnoje
- Mostowoje
- Niekrasowka
- Nikolskoje
- Nowoandrijiwka
- Nowonazarowka
- Nowoselitba
- Nowoje
- Ozerine
- Pawłowka
- Polijanoje
- Prigorodnoje
- Sawelijewka
- Swetiłowka
- Tomiczi
- Uspenowka
- Wasyliwka
- Wielikokniaziewka
- Wozżajewka
- Zacharijewka
- Zarecznoje